# Amance (Górna Saona)
Amance – miejscowość i gmina we Francji, w regionie Burgundia-Franche-Comté, w departamencie Górna Saona.
Według danych na rok 1990 gminę zamieszkiwało 755 osób, a gęstość zaludnienia wynosiła 43 osoby/km² (wśród 1786 gmin Franche-Comté Amance plasuje się na 219. miejscu pod względem liczby ludności, natomiast pod względem powierzchni na miejscu 143.).